# Warneckea
Warneckea é um género botânico pertencente à família Memecylaceae.